# راضي أباد (بشاريات الغربي)
راضي أباد (بالفارسية: رضی‌آباد) هي قرية تقع في إيران في قسم بشاریات الغربي الریفي. يقدر عدد سكانها بـ 364 نسمة .